# In Rainbows
In Rainbows – siódmy album studyjny angielskiej grupy rockowej Radiohead wydany 10 października 2007.
Ponieważ przed wydaniem płyty skończył się kontrakt Radiohead z koncernem EMI, a nie podpisano jeszcze nowego z żadną firmą, zespół zdecydował się na samodzielne jej wydanie w formie plików MP3 udostępnionych w sieci. W dniu premiery albumu, z oficjalnej strony zespołu ściągnięto go ponad milion razy. Przy ściąganiu można było oddać dobrowolną darowiznę, co zrobiło około 40% ściągających płacąc średnio 2 dolary. 31 grudnia 2007 album został wydany na płycie CD nakładem wytwórni XL Recordings. Promował go singel „Jigsaw Falling Into Place”, który dotarł do 30. miejsca brytyjskiej listy.
Zespół pracował nad nagraniem przez ponad dwa lata, od początku roku 2005. Wydanie In Rainbows kończy najdłuższą w karierze grupy przerwę między albumami – poprzedni, Hail to the Thief, opublikowano w 2003.
Album jest laureatem nagrody Grammy w kategoriach Best Alternative Music Album i Best Special Limited Edition Package za rok 2009.
Na portalu Rate Your Music określono go jako reprezentującego m.in. gatunki art rock, elektronika, rock alternatywny, art pop i dream pop.

## Lista utworów
1. "15 Step" – 3:57
2. "Bodysnatchers" – 4:02
3. "Nude" – 4:15
4. "Weird Fishes/Arpeggi" – 5:18
5. "All I Need" – 3:48
6. "Faust ARP" – 2:09
7. "Reckoner" – 4:50
8. "House of Cards" – 5:28
9. "Jigsaw Falling Into Place" / "Open Pick" – 4:09
10. "Videotape" – 4:39

Wydanie na płytach kompaktowych obejmuje dodatkową płytę w formacie Enhanced CD, zawierającą dalszych osiem utworów oraz cyfrowe zdjęcia i grafiki:
1. "MK 1"
2. "Down Is the New Up"
3. "Go Slowly"
4. "MK 2"
5. "Last Flowers"
6. "Up on the Ladder"
7. "Bangers and Mash"
8. "4 Minute Warning"